# Luis Peña Ganchegui

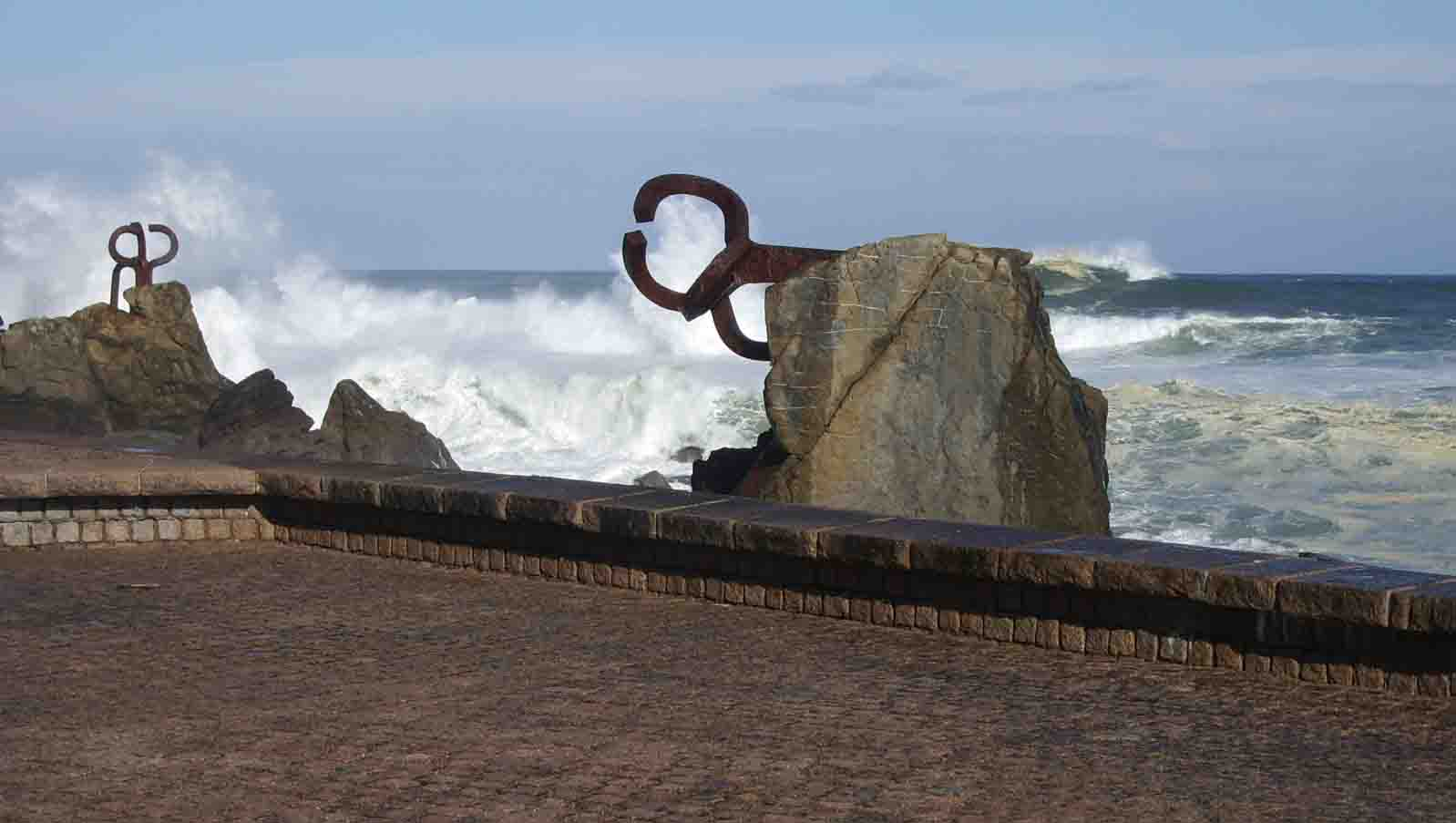
Vista del Peine del Viento, San Sebastián.

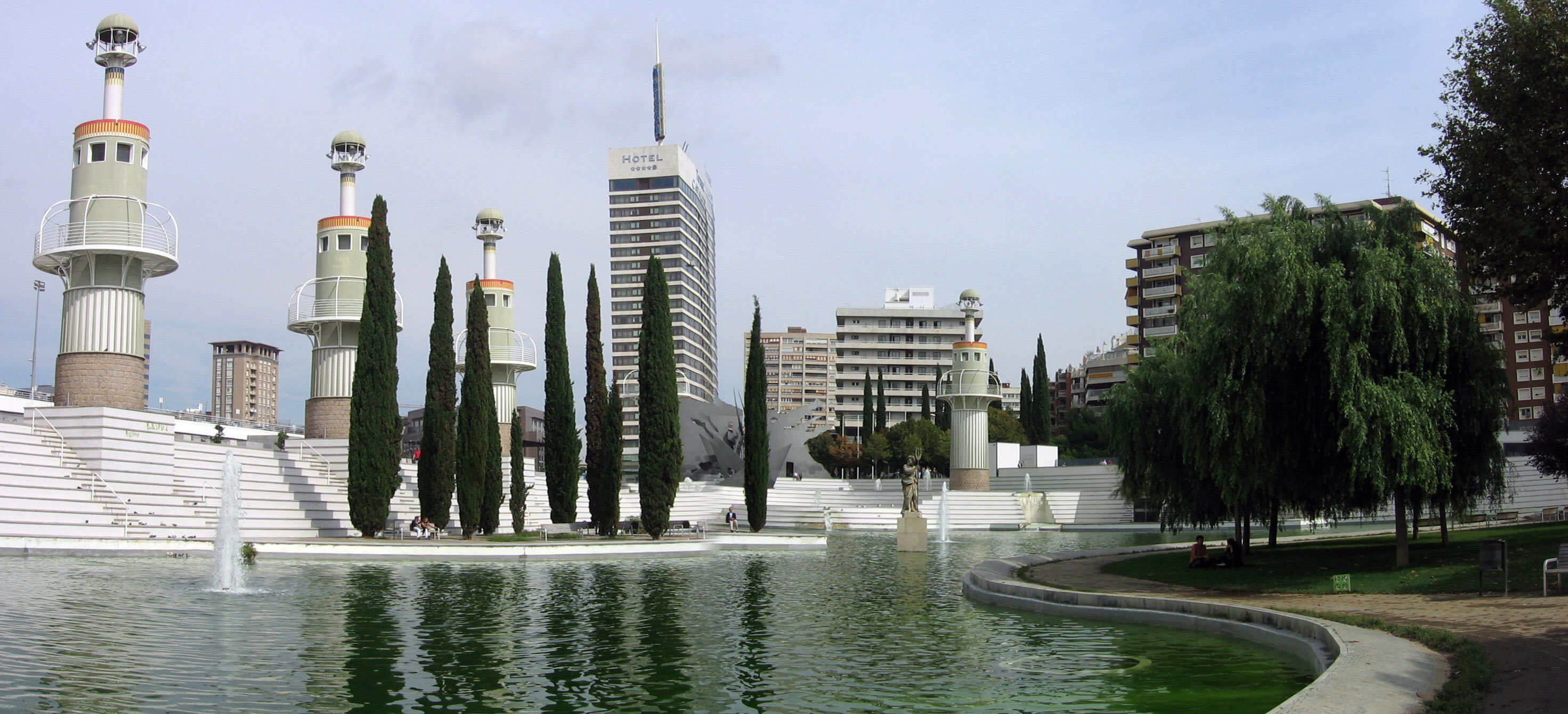
Vista del Parque de la España Industrial, Barcelona.

Luis Peña Ganchegui (Oñate, Guipúzcoa, 29 de marzo de 1926 - San Sebastián, 2 de abril de 2009) fue un arquitecto español. 
Está considerado como uno de los introductores de la arquitectura contemporánea en España.

## Biografía
Nace en Oñate, Guipúzcoa en 1926. Obtuvo el título de Arquitecto por la Escuela Técnica Superior de Arquitectura de Madrid en el año 1959 y Doctor Arquitecto en 1968.
Profesor adjunto en la ETSA de Barcelona 1976 y 1977, profesor agregado en las escuelas de Barcelona y San Sebastián de 1977 a 1982. Catedrático de Proyectos de la Escuela Técnica Superior de Arquitectura de San Sebastián en 1987 y profesor emérito de la Universidad Politécnica del País Vasco en 1991. Ha obtenido entre otros los siguientes premios y distinciones: Primer Premio del Concurso Nacional de Ulía (San Sebastián), Primer Premio Aizpurua 1964, Primer Premio de la España Industrial (Barcelona) 1982, Primer Premio FAD (Barcelona) 1986, y Primer Premio de Rehabilitación del COAVN.

## Actividad política
Hacia 1956 Luis Peña se pone en contacto con la Asociación Socialista Universitaria (ASU), integrada en aquellos años por Miguel Sánchez-Mazas, Víctor Pradera, Juan Manuel Kindelán, Francisco Bustelo y Mariano Rubio, entre otros.  Fue detenido por primera vez en Pamplona a mediados de marzo de 1956, junto con Juan Benet, Luis Martín-Santos, el economista del PSOE, Alberto Machimbarrena Romacho y Vicente Girbau.

## Trayectoria profesional
Desde 1959 ha trabajado en numerosos proyectos, la mayoría en el País Vasco. Su obra más conocida fue el Peine del Viento, construido junto con Eduardo Chillida, con el que también realizó la Plaza de los Fueros de Vitoria. 
También famosa es la Iglesia de San Francisco de Asís (Vitoria), pero esta vez por los Sucesos de Vitoria.
Entre sus últimas obras figura la reforma de plaza Pasai Donibane (Guipúzcoa), premiada por el Colegio Oficial de Arquitectos Vasco Navarro en 2007.

## Reconocimientos
- 1999: Premio Antonio Camuñas de Arquitectura, concedida por su trayectoria profesional.[4]
- 2004: Medalla de Oro de la Arquitectura, concedida por el Consejo Superior de los Colegios de Arquitectos de España.[5]
- 2007: Premio COAVN de Arquitectura al mejor diseño urbano y paisajismo.[6]